# Estado de Hatohobei
Hatohobei es el estado más meridional de Palaos. Tiene un área de 3 km² y una población estimada de 44 habitantes (en 2005). Junto con el estado de Sonsorol, ubicado a 200 km al norte, conforman las Islas del Suroeste de Palaos.

## Geografía
Está conformado por la isla Tobi (Hatohobei), donde se ubica la única villa y capital del estado; también incluyen Helen Reef (Hotsarihie) y Transit Reef (Pieraurou). Los idiomas oficiales son el inglés, sonsoral y el tobiano. 

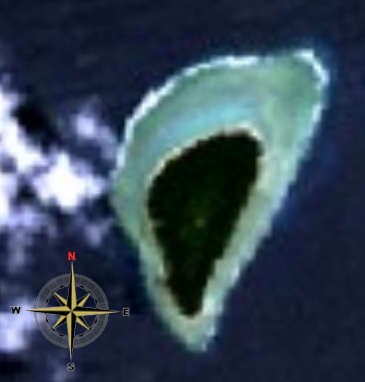
Isla Tobi.

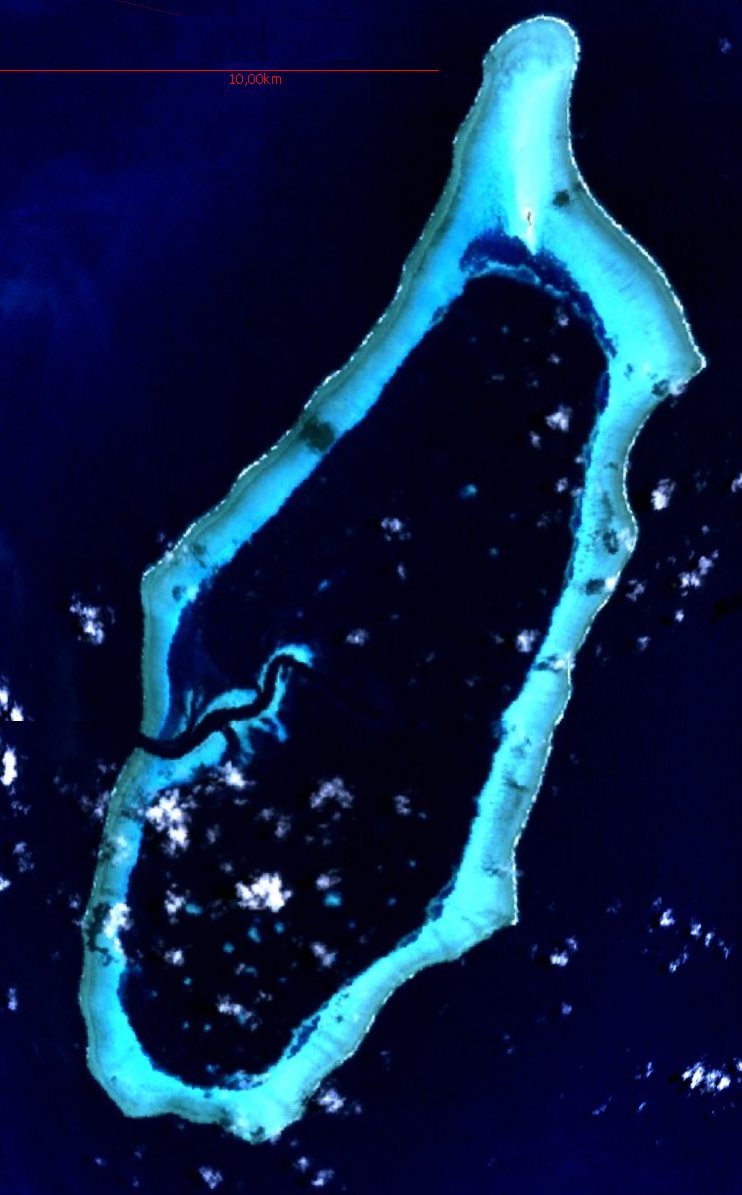
Arrecife Hellen

| N.º | Isla                         | Villa           | Área (km²) | Población est. 2000 | Coordenadas                              |
| --- | ---------------------------- | --------------- | ---------- | ------------------- | ---------------------------------------- |
| 1   | Tobi (Hatohobei)             | Hatohobei       | 0,60       | 20                  | 3°0′22″N 131°7′26″E / 3.00611, 131.12389 |
| 2   | Arrecife Helen (Hotsarihie)  | estación marina | 0,03       | 3                   | 3°0′N 131°11′E / 3.000, 131.183          |
| 3   | Arrecife Transit (Pieraurou) | -               | -          | -                   | 2°47′N 132°32′E / 2.783, 132.533         |
|     | Estado de Hatohobei          | Hatohobei       | 0,63       | 23                  |                                          |

### Isla Tobi
La isla de Tobi es la única isla habitada del estado (que no cuenta la estación marina permanentemente vigilada por los guardabosques en la segunda isla, Helen) y está situada en 3°0′22″N 131°7′26″E / 3.00611, 131.12389, a 645 km al suroeste de Koror, a 645 km al sureste de Mindanao y a 320 km de Halmahera. Su extensión es de 0,6 km² y su punto más alto es de 6 m, mientras que la mayor parte de la isla está a menos de 3 m de altura. La mayor parte de las casas se sitúan en la aldea de Tobi (Hatohobei) en el lado al sudoeste de la isla, y es la capital del estado. La isla está cubierta con palmas de coco y hay una zona cultivada cerca del centro de la isla. La isla está rodeada por un arrecife que rodea hasta 800 m de la orilla por el norte. Fue avistada en 1710 por el capitán británico Woodes Rogers.

### Arrecife Helen
Helen o el Arrecife Helens (Hotsarihie), a unos 70 km al este de la isla de Tobi, es un atolón en gran parte sumergido, con un solo islote, la isla Helen. El atolón tiene 25 km de largo y casi 10 km de ancho, con una superficie de laguna de 103 km² y una superficie total, incluida la llanura de arrecifes, de 163 km². Un canal se adentra en la laguna desde casi la mitad del lado occidental del arrecife. Inmediatamente al sur del canal se encuentra Round Rock, que se seca. La laguna cuenta con unos 85 arrecifes de parche y pináculo.
Cuando la marea baja, el agua sale de la laguna y pasa por encima del arrecife en todas las direcciones hasta que el arrecife queda al descubierto, y luego sale por el canal del lado occidental. Cuando sube la marea, se observa un efecto inverso. Sólo unas pocas partes del arrecife se secan por completo.
La isla Helen, la única isla del arrecife, está situada cerca de su extremo norte. Es diminuta en comparación con el arrecife Helen, con unos 20 a 40 m de ancho y 400 m de largo, o unos 0,03 km² de superficie. La isla, densamente arbolada, se asienta sobre una duna de arena de 0,25 km² de extensión que se desplaza hacia el sureste, cayendo en la laguna, a un ritmo de 3 a 4 m por año. La isla está deshabitada, excepto por una estación de guardias marinos del Estado de Hatohobei, que se estableció a principios de la década de 1990 en el lado oriental de la isla, para vigilar el arrecife contra los cazadores furtivos extranjeros. La estación está ocupada permanentemente por una plantilla de tres personas.
La isla Helen fue descubierta por el oficial naval español Felipe Tompson en 1773, que la cartografió como el banco de San Félix.

### Arrecife Transit
A 50 km al este del arrecife Helen se encuentra el arrecife Transit (Pieraurou), que aparece en algunos mapas y al que se hace referencia como isla en la constitución del Estado de Hatohobei y constituye el elemento más meridional de Palaos. Sin embargo, su existencia como isla es dudosa, ya que no figura en las actuales cartas de navegación. La traducción literal de su nombre tobiano Pieraurou es "punto de navegación arenoso", en referencia a una barra de arena sumergida más que a un arrecife o una isla.

## Educación
El Ministerio de Educación gestiona diversas escuelas públicas.
La Escuela Primaria de Hatohobei tiene solo un profesor y fue creada en 1962.
La Escuela Secundaria de Palau, en Koror, es la única escuela secundaria pública del país, por lo que los niños de esta comunidad acuden a ella.